# Pyt-Jach
Pyt-Jach (russisch Пыть-Ях) ist eine Stadt in Westsibirien. Sie liegt im Autonomen Kreis der Chanten und Mansen/Jugra (Russland) und hat 41.488 Einwohner (Stand 14. Oktober 2010).

## Geographie
Die Stadt liegt im Westsibirischen Tiefland südlich des Ob an seinem linken Nebenfluss Bolschoi Balyk. Das Klima ist kontinental.
Die Stadt bildet einen eigenständigen Stadtkreis, der vom Territorium des Rajons Neftejugansk umschlossen ist.
Pyt-Jach hat eine Bahnstation an der 1978 eröffneten Eisenbahnstrecke Tjumen – Surgut. Durch die Stadt führt die Fernstraße R404 Tjumen – Chanty-Mansijsk bzw. – Surgut – Nowy Urengoi.

## Geschichte
1968 wurde in der Siedlung Mamontowo ein Bohrbetrieb zur Erschließung des 1965 entdeckten gleichnamigen Erdölfeldes (Мамонтовское месторождение) gegründet. In den 1970er Jahren entstand im Bereich des etwa 5 km entfernten Bahnhofes der neu gebauten Strecke Tjumen – Surgut die Siedlung Pyt-Jach. Um 1980 begann der Ausbau beider Orte zu Wohnsiedlungen für Erdölarbeiter in größerem Umfang: 1979 erhielt Mamontowo den Status einer Siedlung städtischen Typs, im März 1982 auch Pyt-Jach, nachdem die südlicher gelegene Siedlung Juschni Balyk (Южный Балык) angeschlossen worden war. Nach der Eingemeindung von Mamontowo nach Pyt-Jach 1989 erhielt dieses am 8. August 1990 die Stadtrechte.
Der Name bedeutet in der chantischen Sprache so viel wie Ort der guten Menschen.

## Bevölkerungsentwicklung
| Jahr | Einwohner | Bemerkung        |
| ---- | --------- | ---------------- |
| 1989 | 17.101    | Mamontowo 13.862 |
| 2002 | 41.813    |                  |
| 2010 | 41.488    |                  |

Anmerkung: Volkszählungsdaten

## Kultur, Bildung und Sehenswürdigkeiten
In Pyt-Jach ist eine Filiale der Tjumener Staatlichen Universität ansässig.
Seit 2001 gibt es ein Historisch-ethnographisches Freilichtmuseum (Историко-этнографический музей-парк под открытым небом).

## Wirtschaft
Pyt-Jach ist ein Zentrum der Erdöl- und Erdgasförderung und -verarbeitung. Die wichtigsten hier ansässigen Firmen sind die zu Rosneft gehörende Juganskneftegas (Юганскнефтегаз) sowie das Juschno-Balyker Gasverarbeitungskombinat (Южно-Балыкский газоперерабатывающий комбинат).
Außerdem gibt es Betriebe der holzverarbeitenden Industrie (Balykles, Балыклес).